# Tabanus maiombensis
Tabanus maiombensis är en tvåvingeart som beskrevs av Travassos Dias 1973. Tabanus maiombensis ingår i släktet Tabanus och familjen bromsar.
Artens utbredningsområde är Angola. Inga underarter finns listade i Catalogue of Life.